# Sumpfwiese am Wattenberg
Die Sumpfwiese am Wattenberg ist ein Naturschutzgebiet in der hessischen Kleinstadt Zierenberg im Landkreis Kassel.

## Allgemeines
Das Naturschutzgebiet mit der Gebietsnummer 1633014 ist 22,59 Hektar groß. Der Nordosten des Naturschutzgebietes überschneidet sich mit dem FFH-Gebiet „Wattenberg/Hundsberg“. Das Gebiet steht seit dem 17. Dezember 1985 unter Naturschutz. Die Naturschutzgebietsverordnung ersetzt in ihrem Geltungsbereich die Landschaftsschutzverordnung für den Naturpark Habichtswald.

## Beschreibung
Das Naturschutzgebiet liegt westlich von Kassel im Naturpark Habichtswald. Es stellt eine Feuchtwiese mit Vorkommen zum Teil seltener Pflanzenarten am Rand des Wattenbergs unter Schutz. Die Feuchtwiese wird nach drei Seiten von Wäldern begrenzt. Im Nordosten des Naturschutzgebietes, der sich mit dem FFH-Gebiet „Wattenberg/Hundsberg“ überschneidet, stockt ein Hainsimsen-Buchenwald.
Das Naturschutzgebiet grenzt nach Norden und Osten an Wälder, nach Westen und Süden an Äcker. Nach Süden ist die Wiese durch eine Baumreihe von den landwirtschaftlichen Nutzflächen abgegrenzt.